# Лучший иностранный футболист года в Италии
Лучший иностранный футболист года в Италии (итал. Migliore calciatore straniero) - ежегодная награда, вручаемая Ассоциацией футболистов Италии лучшему иностранному футболисту сезона Серии А. Данная награда является частью Оскар дель Кальчо.

## Лауреаты
| Год  | Игрок              | Клуб              |
| ---- | ------------------ | ----------------- |
| 1997 | Зинедин Зидан      | «Ювентус»         |
| 1998 | Роналдо            | «Интернационале»  |
| 1999 | Габриэль Батистута | «Фиорентина»      |
| 2000 | Андрей Шевченко    | «Милан»           |
| 2001 | Зинедин Зидан      | «Ювентус»         |
| 2002 | Давид Трезеге      | «Ювентус»         |
| 2003 | Павел Недвед       | «Ювентус»         |
| 2004 | Кака               | «Милан»           |
| 2005 | Златан Ибрагимович | «Ювентус»         |
| 2006 | Кака / Давид Суасо | «Милан» «Кальяри» |
| 2007 | Кака               | «Милан»           |
| 2008 | Златан Ибрагимович | «Интернационале»  |
| 2009 | Златан Ибрагимович | «Интернационале»  |
| 2010 | Диего Милито       | «Интернационале»  |

### По клубам
| Клуб             | Кол-во |
| ---------------- | ------ |
| «Ювентус»        | 5      |
| «Интернационале» | 4      |
| «Милан»          | 4      |
| «Фиорентина»     | 1      |
| «Кальяри»        | 1      |

### По странам
| Страна    | Кол-во |
| --------- | ------ |
| Бразилия  | 4      |
| Швеция    | 3      |
| Франция   | 3      |
| Аргентина | 2      |
| Чехия     | 1      |
| Гондурас  | 1      |
| Украина   | 1      |

### По позиции
| Позиция      | Кол-во |
| ------------ | ------ |
| Нападающий   | 9      |
| Полузащитник | 6      |

Официальный сайт Ассоциации футболистов Италии